# Đường sắt Ngoại Kavkaz
Đường sắt Nam Caucasus (Tiếng Armenia: Հարավկովկասյան երկաթուղի; Tiếng Nga: Южно-Кавказская железная дорога) là một nhà vận hành đường sắt ở Armenia, thuộc sở hữu của Công ty Đường sắt Nga.

## Thông tin chính
Ngày 13 tháng 2 năm 2008, Chính phủ Armenia đã ký thỏa thuận chuyển giao 100% cổ phần của Công ty Đường sắt Armenia cho Công ty Đường sắt Nga. Theo thỏa thuận, thời hạn chuyển nhượng là 30 năm, có thể gia hạn thêm 10 năm nữa do các bên thỏa thuận. Theo các điều khoản của gói thầu, số nhân viên đường sắt hiện tại là 4.300 người, trừ những người đã trong độ tuổi nghỉ hưu, đã được chuyển sang nhân viên của Đường sắt Nam Caucasus với mức tăng lương lên tới 20%.

## Các tuyến đường sắt
Đường sắt Nam Caucasus hiện đang khai thác các dịch vụ sau: 
- Armenia - Dịch vụ tàu tốc hành/giường nằm Georgia: Yerevan đến Tbilisi/Batumi qua Gyumri và Vanadzor.[3][4]
- Yerevan đến Myasnikan/Gyumri - 3 chuyến một ngày cộng thêm 1 chuyến tàu ngắn đến Araks (là một nhánh đi từ Gyumri đến Artik, Pemzashen và Maralik đã không còn khai thác các tuyến tàu khách kể từ năm 2013, trong khi vẫn còn tuyến để vận chuyển hàng hóa có chi nhánh từ Armavir đến nhà máy điện Metsamor.
- Yerevan đến Ararat & Yeraskh - 1 chuyến mỗi ngày.
- Dịch vụ này chỉ phục vụ vào mùa hè từ Yerevan (Ga Almast) đến Hrazdan, Sevan và Shorzha [5] (là một nhánh từ Hrazdan đến Dilijan qua đường hầm Meghradzor - Fioletovo dài 8 km đã không được sử dụng kể từ năm 2012 [6] và đoạn đến Ijevan kể từ năm 1992.[7]

Tuyến đường sắt thứ hai được sử dụng quanh năm với dịch vụ tàu hàng, chạy ngay cạnh Shorzha dùng để vận chuyển quặng vàng từ mỏ Sotk ngay ở bên kia của Vardenis và quay lại thông qua tuyến đường sắt chở hàng phía tây Yerevan đến nhà máy lọc dầu ở Ararat (cũng như các chuyến tàu phục vụ cho Nhà máy xi măng Hrazdan nằm cách 5 km với Dilijan). Một tuyến kết nối cũng có cùng với tàu điện ngầm Yerevan tại ga Charbakh thông qua Karmir Blur.

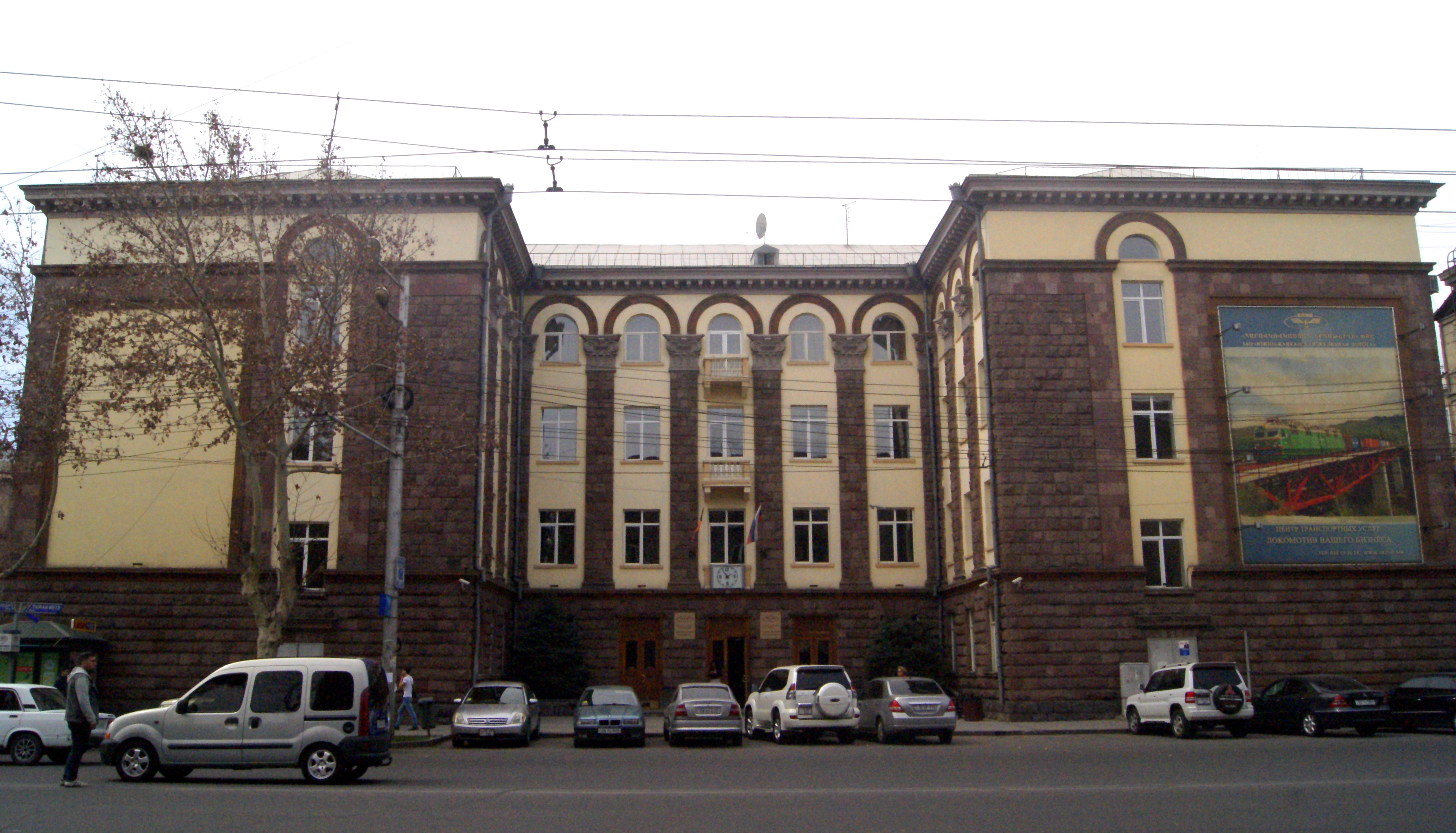
Trụ sở chính của Đường sắt Nam Caucasus ở Yerevan

## Đường sắt quốc tế
- Azerbaijan – đóng cửa – cùng khổ ray
- Georgia – mở cửa – cùng khổ ray
- Iran – thông qua Đường sắt Azerbaijan – đã đóng cửa – 1.520 mm (4 ft 11+27⁄32 in)/1.435 mm (4 ft 8+1⁄2 in)
- Thổ Nhĩ Kỳ -Akhuryan/Doğukapı, đóng cửa kể từ 1993 – đường ray bị hỏng -1.520 mm (4 ft 11+27⁄32 in)/1.435 mm (4 ft 8+1⁄2 in)

Ngoại trừ Gruzia, tất cả các tuyến đường sắt quốc tế giữa Armenia và các nước láng giềng đã bị đóng cửa kể từ năm 1993.